# Bahnstrecke Nouméa–Païta
| Ehem. Bahnhofsgelände in Paita |                     |                      |                      |
| Streckenlänge: | 29 km               |                      |                      |
| Spurweite: | 1000 mm (Meterspur) |                      |                      |
| |                     |                      |                      |
| \| \| 0 \| Nouméa \| Nouméa \| \| \| \| \| \| \| \| \| Rivière Salée \| \| \| \| \| \| \| \| \| \| Auteuil \| \| \| \| \| Tunnel de Tonghoué \| \| \| \| \| Col de Tonghoué \| \| \| \| \| La Ouanéoué \| \| \| \| \| \| \| \| \| 17 \| Dumbéa \| Dumbéa \| \| \| \| La Dumbéa \| \| \| \| \| Nondoué \| \| \| \| \| \| \| \| \| \| Tunnel de l'Erambéré \| \| \| \| \| Karikouié \| \| \| \| \| Mont Mou \| \| \| \| 29 \| Païta \| Païta \| |                     |                      |                      |
| Kopfbahnhof Streckenanfang (Strecke außer Betrieb) | 0                   | Nouméa               | Nouméa               |
| |                     |                      |                      |
| Bahnhof (Strecke außer Betrieb) |                     | Rivière Salée        | Rivière Salée        |
| |                     |                      |                      |
| Bahnhof (Strecke außer Betrieb) |                     | Auteuil              | Auteuil              |
| Tunnel (Strecke außer Betrieb) |                     | Tunnel de Tonghoué   | Tunnel de Tonghoué   |
| Bahnhof (Strecke außer Betrieb) |                     | Col de Tonghoué      | Col de Tonghoué      |
| Brücke über Wasserlauf (Strecke außer Betrieb) |                     | La Ouanéoué          | La Ouanéoué          |
| |                     |                      |                      |
| Bahnhof (Strecke außer Betrieb) | 17                  | Dumbéa               | Dumbéa               |
| Brücke über Wasserlauf (Strecke außer Betrieb) |                     | La Dumbéa            | La Dumbéa            |
| Bahnhof (Strecke außer Betrieb) |                     | Nondoué              | Nondoué              |
| |                     |                      |                      |
| Tunnel (Strecke außer Betrieb) |                     | Tunnel de l'Erambéré | Tunnel de l'Erambéré |
| Brücke über Wasserlauf (Strecke außer Betrieb) |                     | Karikouié            | Karikouié            |
| Bahnhof (Strecke außer Betrieb) |                     | Mont Mou             | Mont Mou             |
| Kopfbahnhof Streckenende (Strecke außer Betrieb) | 29                  | Païta                | Païta                |

Die Bahnstrecke Nouméa–Païta war neben einigen Schmalspurbahnen die Meterspurstrecke Neukaledoniens.

## Planung
Die ersten Pläne für den Bau einer Eisenbahnlinie auf Neukaledonien entstanden bereits im Mai 1884, die Linie sollte die Hauptstadt Nouméa mit der Stadt Bourail verbinden. Man entschied sich für eine Schmalspurbahn mit einer Spurweite von 1000 mm.

## Baugeschichte
Die Bauarbeiten konnten erst unter Gouverneur Paul Feillet am 17. August 1901 beginnen, da der vorherige Gouverneur Pallu de la Barrière dem Projekt ablehnend gegenüber gestanden hatte. Wegen des unebenen Geländes erwies es sich als schwieriger und kostspieliger als ursprünglich geplant. Unter anderem wurde der Bau eines 200 m langen Tunnels am Pass Col de Tonghoué erforderlich. Das erste Teilstück von Nouméa nach Dumbéa mit einer Länge von 17 km wurde am 30. Dezember 1904 eingeweiht.  Die Verlängerung nach Païta wurde unverzüglich in Angriff genommen, jedoch 1906 wegen finanzieller Probleme eingestellt und im Mai 1910 wieder aufgenommen. Zusätzlich zu einer Brücke von 79 m Länge über den Fluss Dumbéa war der Bau mehrerer weiterer Brücken sowie eines zweiten Tunnels erforderlich. Am 1. Januar 1914 wurde das zweite Teilstück von Dumbéa nach Païta eingeweiht. Der Ausbruch des Ersten Weltkrieges bedeutete das Ende aller Planungen und Vorbereitungen einer Verlängerung der Strecke.

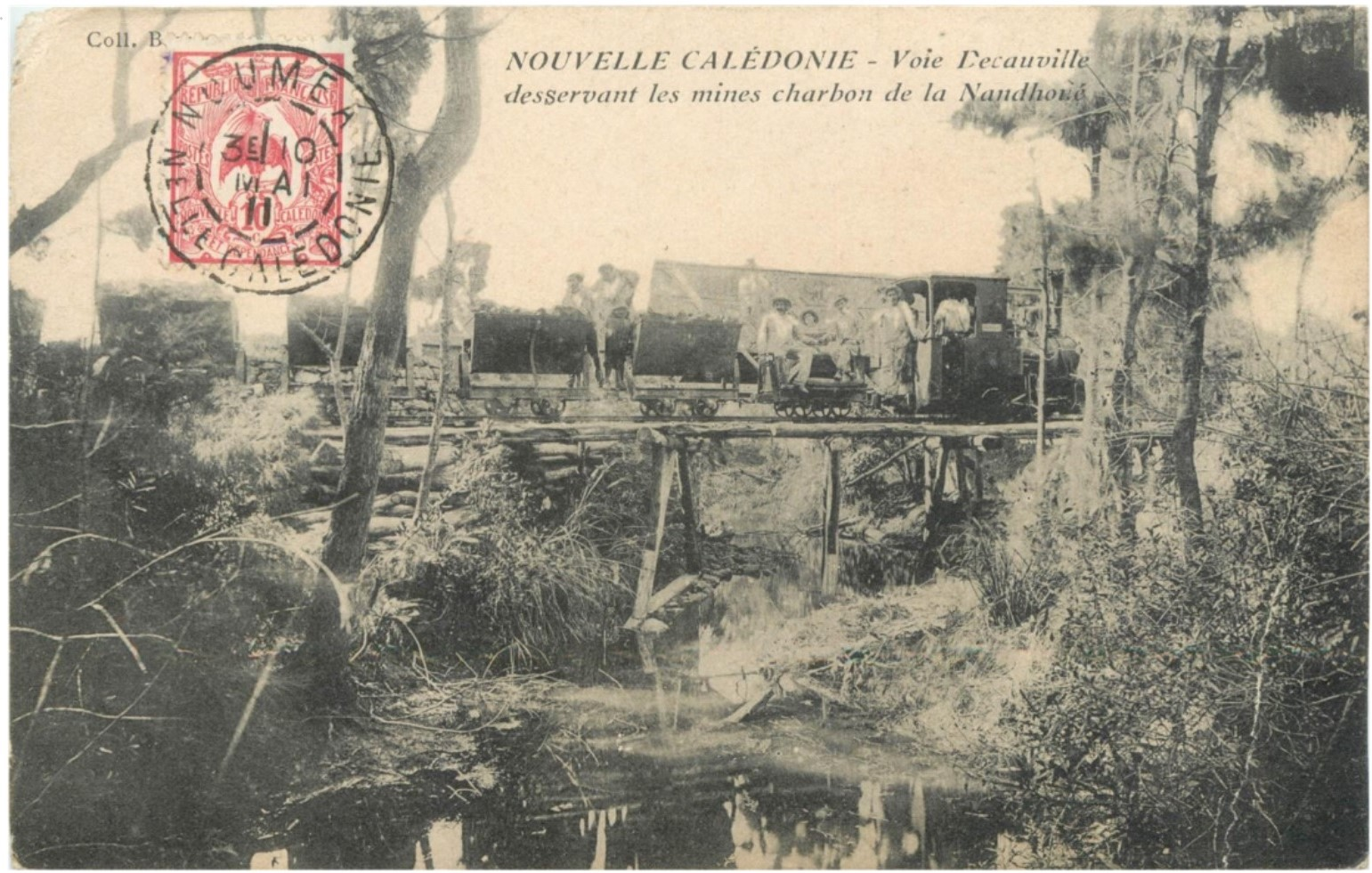
Schmalspurbahn bei den Kohlebergwerken von Nondoué
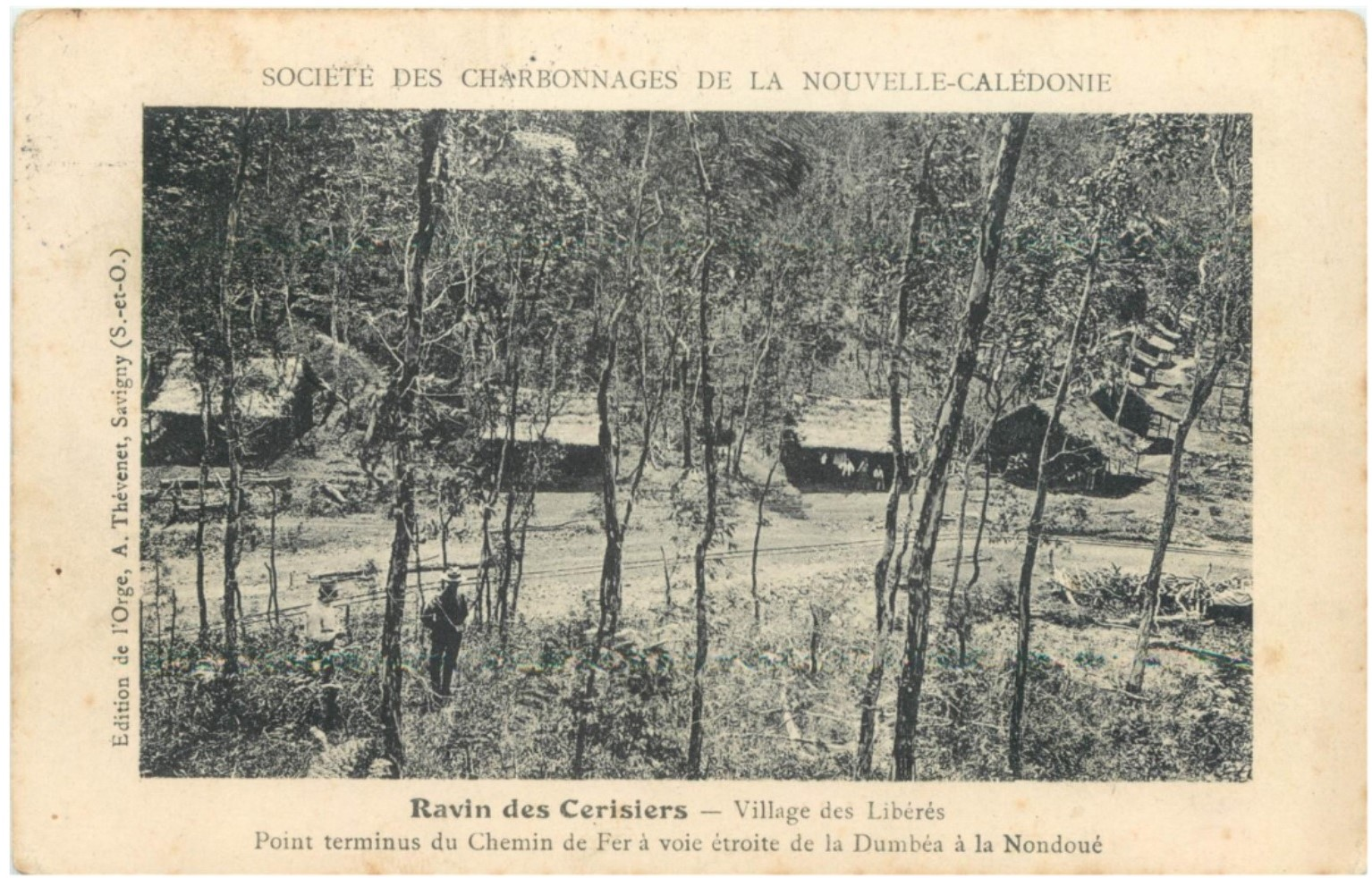
Endstation der Strecke Dumbéa–Nondoué
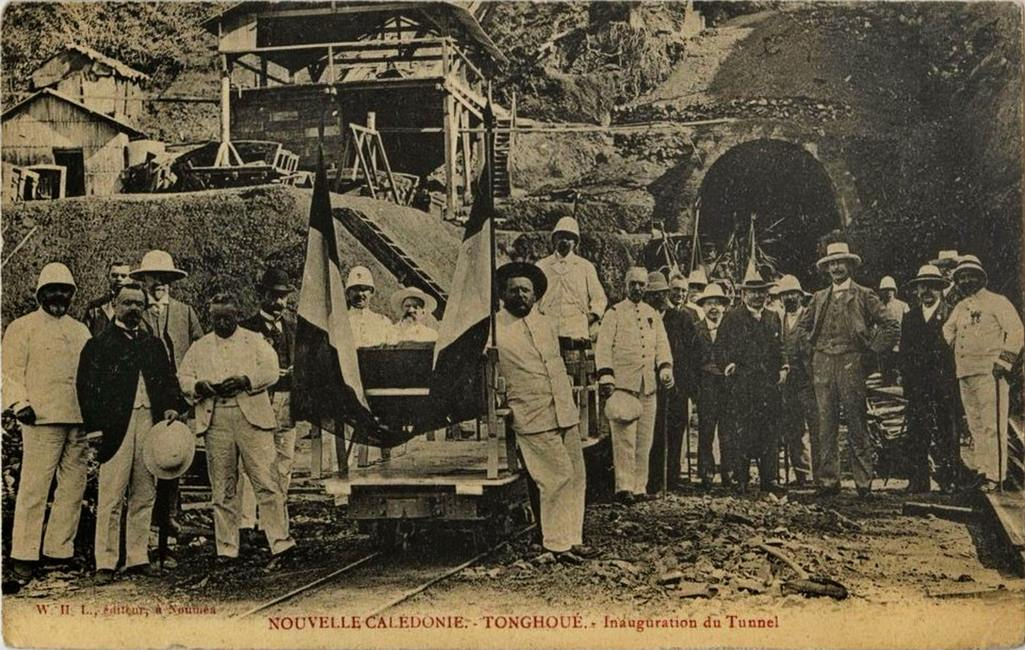
Einweihung des Tonghoué-Tunnels 1910

## Betrieb

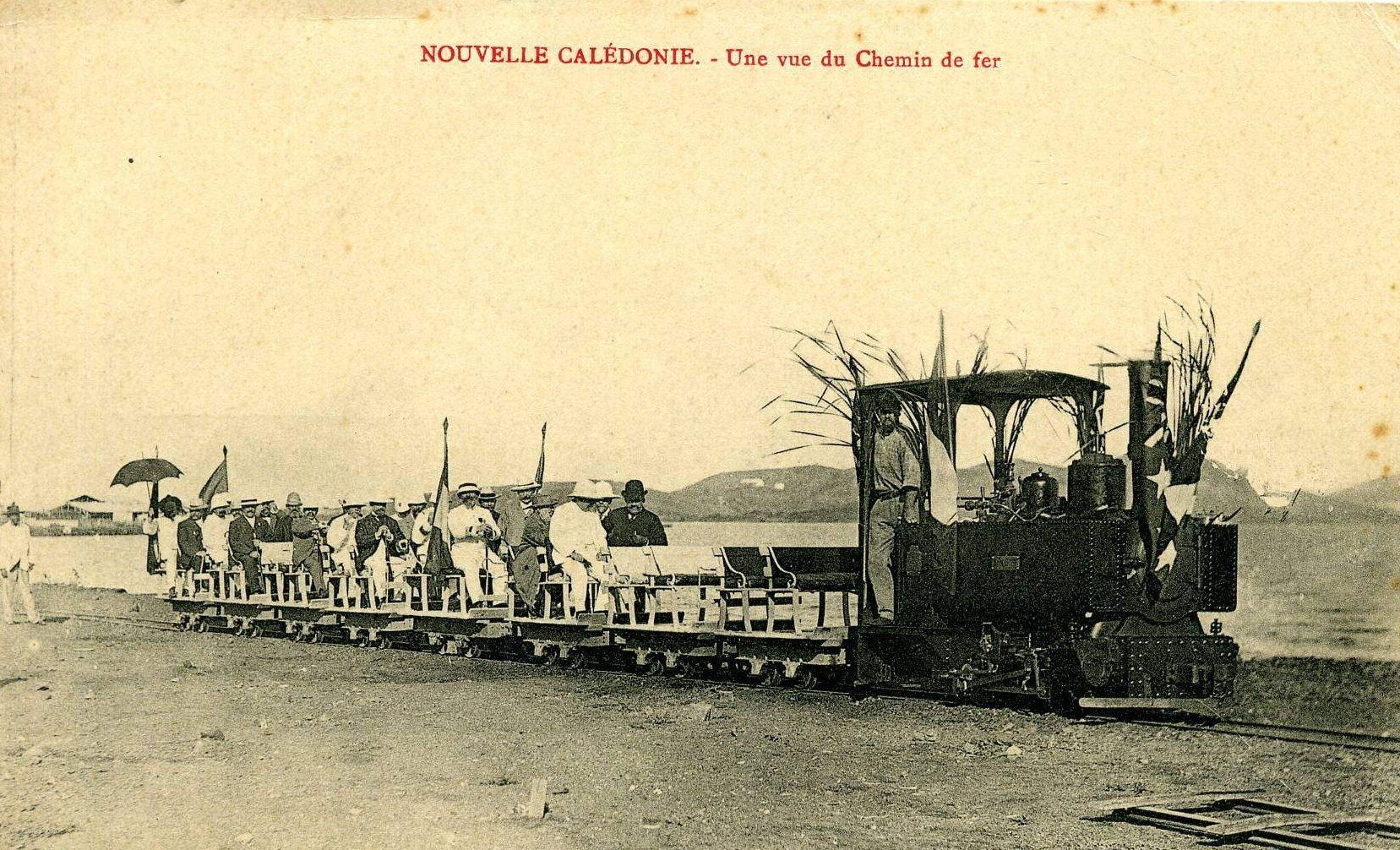
Ausflugsfahrt mit Schmalspurbahn (Spurweite 600 mm)

Für die 29 km lange Strecke von Nouméa nach Paita, an der insgesamt elf Bahnhöfe und Haltepunkte lagen, benötigte ein Zug eine Stunde und 15 Minuten. Die Strecke führte durchweg durch ein dünn besiedeltes Gebiet und erwies sich schon bald als unrentabel. 1914 wurden pro Woche im Durchschnitt 30 Tonnen Fracht transportiert. In dem feuchtheißen Klima Neukaledoniens waren die Kosten für die Wartung des rollenden Materials und für die Instandhaltung der Strecke höher als der eingefahrene Gewinn.

## Stilllegung
Die Eisenbahnstrecke war unter dem Namen „Petit Train“ (Kleiner Zug) bekannt und wurde bis Ende 1939 betrieben. Im November 1939 wurde aus finanziellen Gründen beschlossen, den Fahrbetrieb auf der gesamten Strecke, die sich mittlerweile in einem schlechten Zustand befand, vorläufig auszusetzen. Zum 1. Januar 1940 wurde der Betrieb jedoch vollständig eingestellt. Im April 1942 nutzte die US-Armee, die Neukaledonien während des Zweiten Weltkrieges besetzt hatte, die Strecke noch für den Transport von Munition und Sprengstoff zu zwei in der Nähe von Païta und Dumbéa angelegten Depots.

## Heutiger Zustand
Am nördlichen Stadtrand von Païta sind im Ortsteil Lotissement Scheffleras die Reste der Bahnanlagen heute noch erkennbar, wenn auch die Gleise entfernt wurden und die eigentliche Bahntrasse in der Landschaft nicht mehr zu sehen ist. Die Verladerampe ist gut erhalten, ebenso die Fundamente verschiedener Gebäude. Auf dem Gelände wurde eine Lokomotive aufgestellt, die unter dem Namen MARGUERITE bekannt war und die bis zur Stilllegung der Strecke eingesetzt wurde. Im Zentrum Nouméas erinnert eine Gedenktafel in der Nähe des früheren Bahnhofsgeländes an das Bahnhofshotel Hôtel de la Gare.

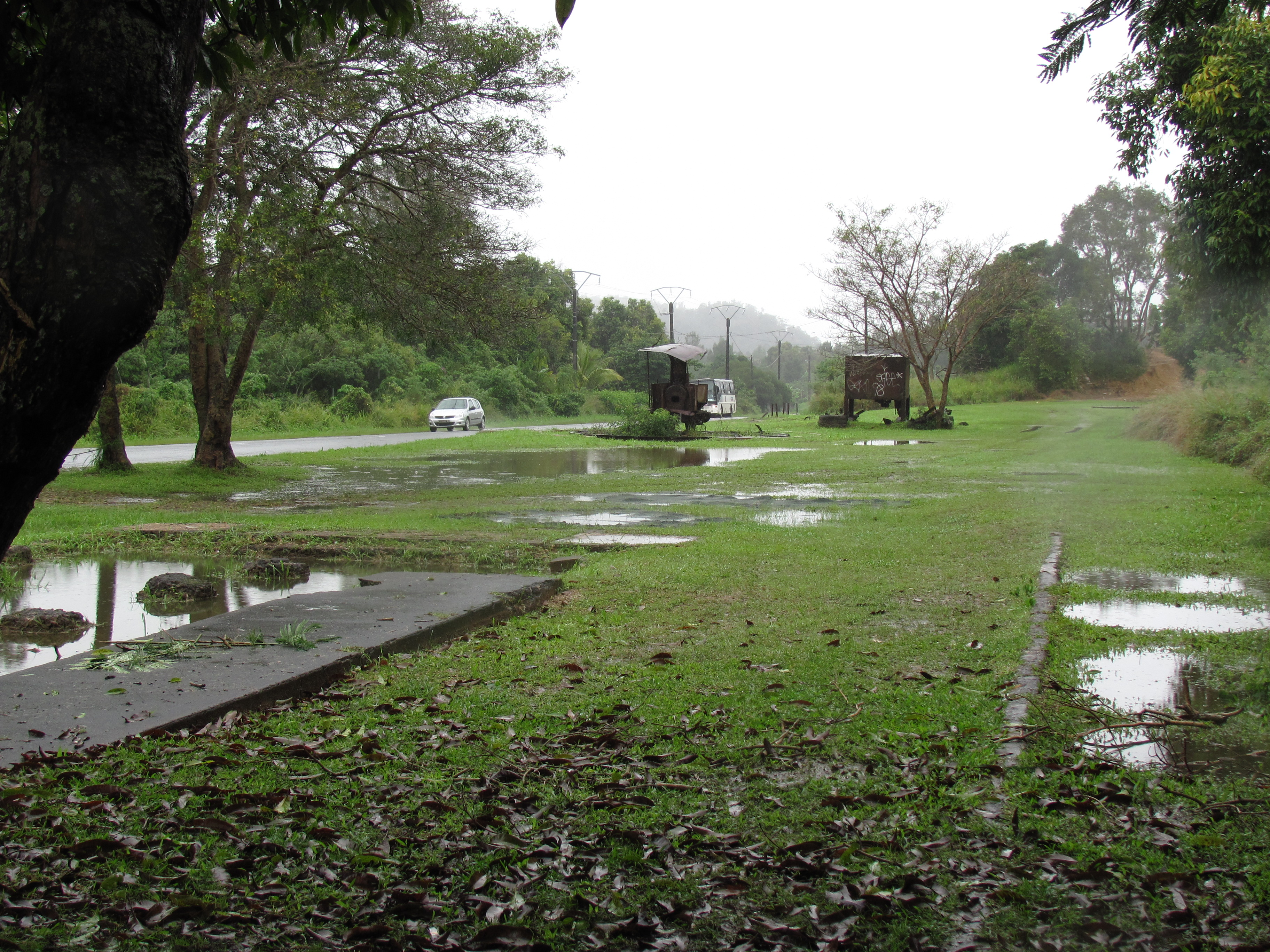
Ehem. Bahnhofsgelände in Paita
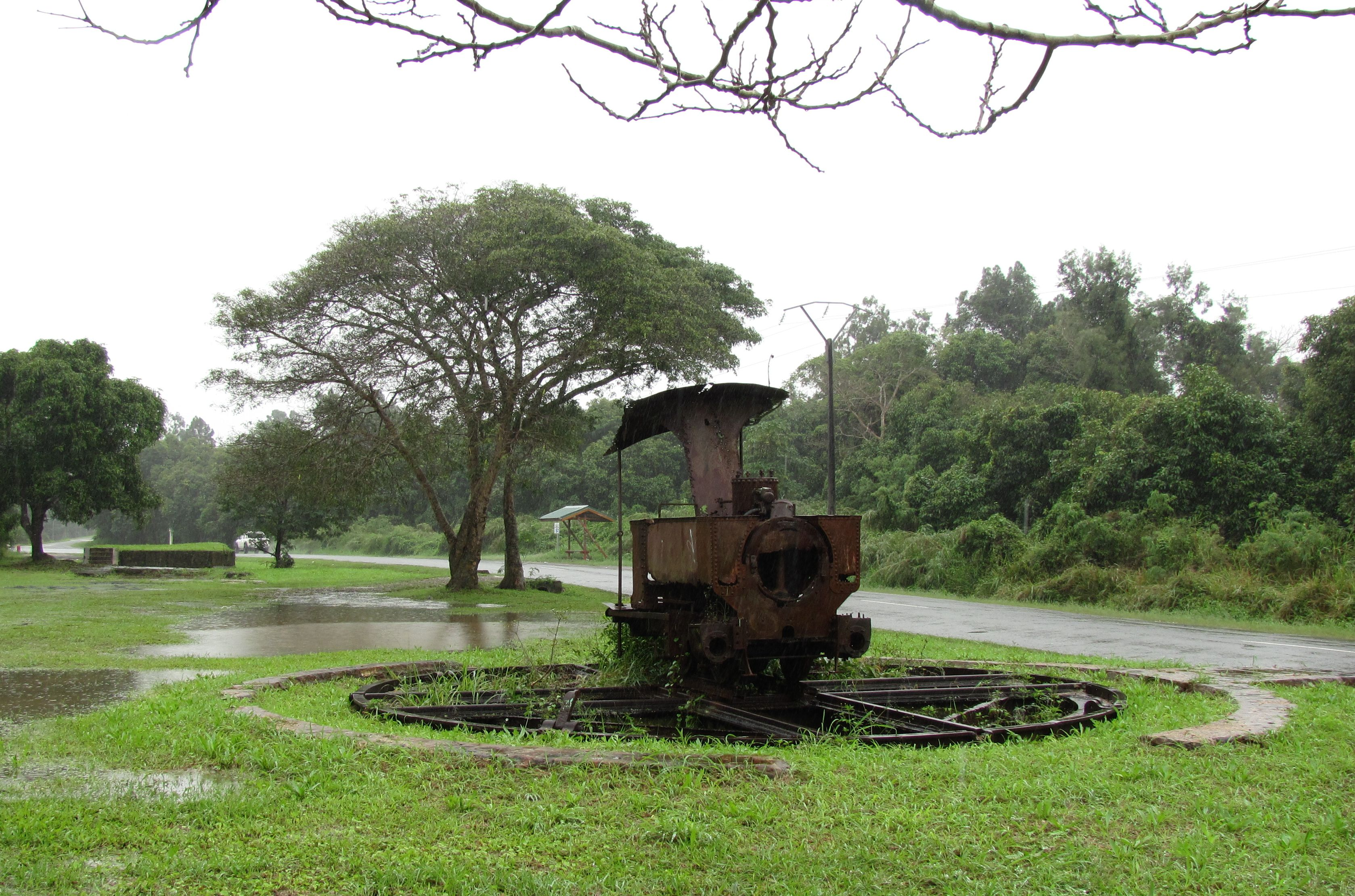
600-mm-Lokomotive MARGUERITE
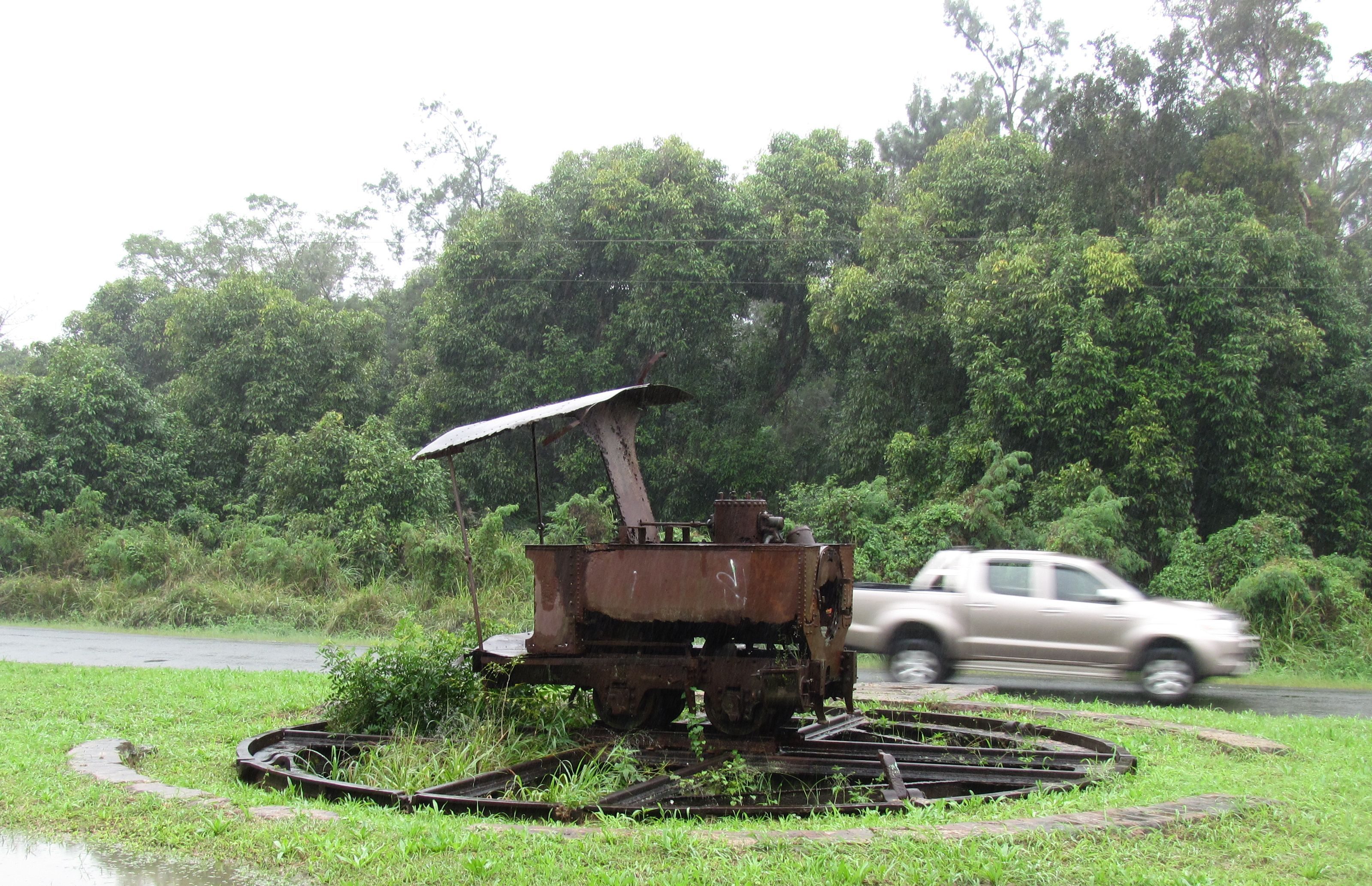
600-mm-Lokomotive MARGUERITE

## Schienenfahrzeuge
| Hersteller                     | Werks-Nr. | Baujahr  | Antrieb | Bauart  | Spurweite | Leer- gewicht | Name       | Anmerkungen                                                        |
| ------------------------------ | --------- | -------- | ------- | ------- | --------- | ------------- | ---------- | ------------------------------------------------------------------ |
| Decauville                     | N° 637    | 1911     | Dampf   | 2'C n2t | 1000 mm   | 27,5 t        | I. Puech   | [ 7 ]                                                              |
| Decauville                     | N° 638    | 1911     | Dampf   | 2'C n2t | 1000 mm   | 27,5 t        | C. Caulry  | [ 7 ]                                                              |
| L. Corpet & L Louvet           |           |          | Dampf   | C n2t   | 1000 mm   | ca. 25–30 t   | Courbet    | [ 7 ]                                                              |
| L. Corpet & L Louvet           |           |          | Dampf   | C n2t   | 1000 mm   | ca. 25–30 t   | P. Feillet | [ 7 ]                                                              |
| Orenstein & Koppel             |           | 1930     | Dampf   | C n2t   | 1000 mm   | ca. 20 t      |            | Rot                                                                |
| Orenstein & Koppel             |           | 1930     | Dampf   | C n2t   | 1000 mm   | ca. 20 t      |            | Schwarz                                                            |
| General Electric               | USA 7755  | Mai 1943 | Diesel  | C       | 1000 mm   | 25 t          |            | [ 7 ]                                                              |
| General Electric               | USA 7756  | Mai 1943 | Diesel  | C       | 1000 mm   | 25 t          |            | [ 7 ]                                                              |
| E. E. Baculey, Burton-on-Trent |           | 1941     | Diesel  | B       | 1000 mm   |               | No. 2      | [ 7 ]                                                              |
| Brookville                     |           |          | Diesel  | B       | 1000 mm   |               |            | Zwei kleine Dieselloks, auf der Strecke meistens in Doppeltraktion |
| Eigenbau                       |           |          |         | B       | 1000 mm   |               |            | Rangierlok mit Jeep-Motor                                          |